# Anton Probst
Anton Probst (* 8. Dezember 1890 in Hornstein; † 22. April 1949 in Eisenstadt) war ein österreichischer Schuhmachermeister und Politiker (SDAP). Probst war verheiratet, Abgeordneter zum Burgenländischen Landtag und Abgeordneter zum Nationalrat.
Anton Probst wurde als Sohn des Schneiders Franz Probst aus Hornstein geboren. Er wuchs in einer burgenland-kroatischen Familie auf und besuchte nach der Volksschule die Berufsschule. Probst erlernte den Beruf des Schuhmachermeister und war in der Folge als Schuhmachermeister in Hornstein tätig. Probst war zudem Konsumleiter in Hornstein und Obmann des Hornsteiner Weinbauvereins. Zudem hatte er zwischen 1924 und 1934 das Amt des Bürgermeisters der Gemeinde inne. In der Sozialdemokratischen Arbeiterpartei war Probst zwischen 1922 und 1934 Mitglied des Landesparteivorstandes sowie ab 1929 Bezirksparteiobmann des Bezirks Eisenstadt.
Probst war zwischen dem 13. November 1923 und dem 20. Mai 1927 Abgeordneter zum Burgenländischen Landtag. Er gehörte zudem vom 18. Mai 1927 bis zum 17. Februar 1934 dem Nationalrat an, verlor jedoch sein Mandat im Zuge der Niederschlagung der Februarkämpfe 1934 und des folgenden Verbots der Sozialdemokratischen Arbeiterpartei in der Zeit des Austrofaschismus unter Engelbert Dollfuß, das vom nachfolgenden Naziregime in Österreich übernommen wurde.
In Hornstein wurde der Anton Probst Wohnpark ⊙ nach ihm benannt.